# پل واترلو (فیلم ۱۹۳۱)
پل واترلو (انگلیسی: Waterloo Bridge) درامِ عاشقانه جنگیِ پیشاکدی است به کارگردانی جیمز ویل و به بازیگری می کلارک و کنت داگلاس. بن لوی و تام رید فیلمنامه را بر اساس نمایشنامه رابرت ای شروود (پل واترلو، ۱۹۳۰) نوشتند.
این فیلم دو بار دیگر نیز ساخته شد: پل واترلو (فیلم ۱۹۴۰) و گبی در سال ۱۹۵۶. بت دیویس یکی از اولین نقش‌های خود را در آن بازی می‌کند.

## خلاصه داستان
در اوج جنگ جهانی اول در لندن، مایرا (دختری آمریکایی) که در گروه کر خوانندگی می‌کند برای تأمین هزینه‌های خود به روسپی گری روی می‌آورد. او گاهی مشتریانش را بر روی پل واترلو (که راه اصلیِ ورودیِ سربازان به مرخصی آمده‌است) پیدا می‌کند. در طی یک حمله هوایی او با آمریکایی دیگری به نام روی کرونین (که در ارتش کانادا است) آشنا می‌شود. مایرا تلاشی برای جذب او نمی‌کند و سرباز جوان نیز بی‌خبر از حرفه او باقی می‌ماند. پس از توقف حمله هوایی، روی او را تا آپارتمانش همراهی می‌کند و با هم شام می‌خورند.

## بازیگران
- می کلارک در نقش مایرا
- کنت داگلاس در نقش روی کرونین
- دوریس لوید در نقش کیتی
- فردریک کر در نقش سرگرد ودربی
- انید بنت در نقش خانم ودربی
- بت دیویس در نقش جنت کرونین

## تولید
رابرت شروود نمایشنامه را بر اساس تجربه‌های خود در زمان جنگ نوشت (از جمله برخورد اتفاقی در طی یک حمله هوایی با دختر خواننده ای که به روسپیگری روی آورده بود). در ششم ژانویه ۱۹۳۰ اجرای نمایش در برادوی افتتاح شد، که تنها ۶۴ اجرا ادامه یافت.

## سانسور
به دلیل محتوای بحث‌برانگیز، هیئت‌های سانسور در شیکاگو، نیویورک و پنسیلوانیا بر برش‌های گسترده‌ای در فیلم اصرار کردند. زمانی که در ژوئیه ۱۹۳۴ کد تولید به اجرا درآمد، پخش دوباره نسخه اصلی پل واترلو دیگر امکان‌پذیر نبود.